# Der Tag des Gerichts
Der Tag des Gerichts (Originaltitel: Judgment Day) ist eine 1955 erschienener Science-Fiction-Erzählung von Lyon Sprague de Camp.

## Publikationsgeschichte
Die Erzählung erschien erstmals im August 1955 in dem Science-Fiction-Magazin Astounding und im Januar 1956 in der britischen Ausgabe von Astounding. Sie wurde seitdem mehrfach anthologisiert und in zwei Kurzgeschichtensammlungen De Camps aufgenommen, nämlich in A Gun for Dinosaur and Other Imaginative Tales (Doubleday, 1963) und in The Best of Lyon Sprague de Camp (Doubleday, 1978). Eine deutsche Übersetzung von Sylvia Pukallus erschien in dem Band Ein Yankee bei Aristoteles (Übersetzung von A Gun for Dinosaur), in der deutschen Übersetzung von The Best of Lyon Sprague de Camp ist Der Tag des Gerichts nicht enthalten.

## Handlung
In der in Ich-Form geschriebenen Erzählung reflektiert der Physiker Wade Ormont, ob er einen Bericht über eine von ihm entdeckte nukleare Reaktion schreiben soll oder nicht. Die Reaktion, die als eine Art Katalysator das in der Erdkruste sehr häufige Element Eisen involviert, wäre, in Gang gesetzt, geeignet, alles Leben zu vernichten. Ein derartiger Bericht, so überlegt Ormont, hätte zunächst keine Folgen, er würde geheim gehalten und nur wenige Menschen erhielten Kenntnis. Im Laufe der Zeit würde das Wissen um die Reaktion sich aber zwangsläufig weiter verbreiten und irgendwann in den Hände eines Wahnsinnigen mit den notwendigen Mitteln gelangen und das wäre dann das Ende der Welt.
Warum sollte er also eine Entdeckung mitteilen, die ansonsten vielleicht erst in Jahrhunderten gemacht werden würde – oder auch nie? Ormont erinnert sich dann an seine Schulzeit, und diese Erinnerungen nehmen einen großen Teil der Erzählung ein.
Ormont beschreibt sich als mageren, unsportlichen Nerd, der durch seine Neigung zur Widerrede und seinen Hang zu vorwitzigen Bemerkungen an der Schule, auf die er auf Betreiben seiner dominierenden Mutter geschickt wurde, schnell zur Zielscheibe von Mobbing wird. Schon am dritten Tag wird ihm ein Schild mit der Aufschrift „Nennt mich Sally“ unbemerkt auf den Rücken geheftet, woraufhin er fortan „Sally“ genannt wird, was ihn als schwächlich und mädchenhaft abstempeln soll.
Nicht genug damit, wird er von den Raufbolden der Schule regelmäßig verprügelt, erniedrigt und immer wieder bestohlen. Seine Reaktion ist ein aufgestauter, maßloser Hass, der, als er sich einmal Bahn bricht, Ormont selbst zutiefst erschreckt.
Am Ende der Erzählung ist Ormont zu einer Entscheidung gekommen. Den Anstoß dazu gab, dass Jugendliche in der Nacht vor Halloween sein Haus vandaliert, den Garten verwüstet und sein Auto beschädigt haben. Der letzte Absatz lautet:

“That decided me. There is one way I can be happy during my remaining years, and that is by the knowledge that all these bastards will get theirs someday. I hate them. I hate them. I hate everybody. I want to kill mankind. I’d kill them by slow torture if I could. If I can’t, blowing up the earth will do. I shall write my report.”

„Das gab den Ausschlag. In den mir verbleibenden Jahren gibt es nur ein Glück für mich, nämlich zu wissen, dass diese Mistkerle eines Tages ihr Teil bekommen. Ich hasse sie. Ich hasse sie. Ich hasse alle Menschen. Ich will sie alle umbringen. Ich würde sie langsam zu Tode foltern, wenn ich das könnte. Wenn ich es nicht kann, muss es genügen, die Erde zu sprengen. Ich werde meinen Bericht schreiben“

## Hintergrund
Sam Moskowitz zufolge ist die Beschreibung der Schulzeit Ormonts weitgehend autobiographisch. Wie Ormont, so war auch De Camp ein altkluges, schwieriges Kind, das von seinen Eltern auf eine „strenge“ Schule geschickt wurde. In De Camps Fall war das die Snyder School in North Carolina, wo er „zehn Jahre lang täglich verdroschen wurde“.
Wie bei Ormont war bei De Camp die Folge, dass er sich durch den Anschein von stoischer Kälte schützte und es in späteren Jahren schwer fand, seine Gefühle zu zeigen, so dass Außenstehende dazu neigten, ihn für kalt und gefühlsarm zu halten.
Was den wissenschaftlichen Rahmen betrifft, so ist es im Gegensatz zu landläufiger Ansicht der Menschheit gegenwärtig keineswegs möglich, alles Leben auf der Erde zu vernichten, jedenfalls nicht mit Kernwaffen. Selbst die Vernichtung allen höheren Lebens ist mit dem derzeitigen Bestand an Kernwaffen nicht möglich. Um eine völlige Vernichtung zu erreichen, wäre erst ein Prozess in der Art der in der Erzählung beschriebenen nuklearen Reaktion ausreichend, wobei De Camp ausdrücklich ausführt, dass eine derartige Reaktion in genauem Gegensatz zum bekannten physikalischen Wissen steht, insofern Eisen, sowohl aus Richtung der Kernverschmelzung als auch aus Richtung einer Kernspaltung den Endpunkt, also den Atomkern mit niedrigstem Energieniveau darstellt, das heißt, sowohl die Verschmelzung als auch die Spaltung eines Eisenkerns verbraucht Energie und liefert keine.

## Rezeption
Judgment Day ist eine düstere, für De Camp untypische Erzählung, der eher bekannt ist für nüchterne, wohlrecherchierte Science-Fiction bzw. Fantasy mit humoristisch-satirischem Einschlag. Genau aus diesem Grund lehnte Avram Davidson De Camps Arbeiten insgesamt als zu leichtgewichtig bzw. zu unemotional ab, mit Ausnahme von Judgment Day, wo er meinte, die Geschichte wirke „derart authentisch, dass man schreien möchte“.
P. Schuyler Miller, mit dem zusammen De Camp seinen ersten Roman schrieb, meinte 1963, dass der Wissenschaftler vom Typus Ormonts, der anstelle eines göttlichen Richters beim Jüngsten Gericht nun „über die Menschheit richtet, so wie sie über ihn richtete, nicht allzu weit entfernt lebt.“
Dave Truesdale bespricht die Erzählung im Kontext des Amoklaufs an der Colombine High und ähnlicher Schulmassaker, bei denen die Täter von ihren Mitschülern gequälte und gemobbte Jugendliche sind, deren über Jahre zurückgedrängter Hass auf ihre Misshandler in einem Amoklauf ausbricht. Insofern Ormont es nicht beim Abschlachten der Schuldigen lässt, sondern erst mit der Vernichtung der Menschheit Genugtuung findet, nennt Truesdale Judgment Day die „ultimative Rachegeschichte“.

## Ausgaben
- Erstdruck: Astounding Science Fiction, August 1955 (Januar 1956 in der britischen Ausgabe von Astounding)
- Enthalten in: A Gun for Dinosaur and Other Imaginative Tales. Doubleday / SFBC, 1963.
- Übersetzt in: Ein Yankee bei Aristoteles. Heyne (Heyne Science Fiction & Fantasy #3719), 1980, ISBN 3-453-30622-8.